# Tomasz Trafas
Tomasz Trafas (ur. 9 marca 1950 w Lesznie) – polski prawnik, urzędnik konsularny.

## Życiorys
Tomasz Trafas w 1972 ukończył prawo na Uniwersytecie Jagiellońskim. Tamże w 1986 uzyskał tamże doktorat z zakresu prawa cywilnego. W latach 1972–1991 był asystentem, a następnie adiunktem w Międzyuczelnianym Instytucie Wynalazczości i Ochrony Własności Intelektualnej UJ. Prowadził zajęcia z prawa cywilnego, autorskiego i prasowego. Publikował także na temat tych zagadnień.
W latach 1990–1991 był dyrektorem Wydziału Spraw Obywatelskich Urzędu Wojewódzkiego w Krakowie, gdzie podlegało mu kilkadziesiąt instytucji, m.in. urzędy stanu cywilnego, ewidencji ludności oraz biuro paszportowe. W latach 1991–1997 odpowiadał za obsługę prawną obywateli polskich oraz wykonywał zastępstwa procesowe przed urzędami i sądami jako pracownik Konsulatu Generalnego RP w Los Angeles. W latach 1998–2000 był dyrektorem BWR Real Bank w Krakowie. Od 2000 do 2005 kierował Konsulatem Generalnym w Londynie. Od 2005 do 2009 był prodziekanem Wydziału Stosunków Międzynarodowych i Pełnomocnikiem Rektora ds. Współpracy z Zagranicą Krakowskiej Akademii im. Andrzeja Frycza Modrzewskiego.
Od 2009 do 31 sierpnia 2013 był konsulem generalnym RP w Edynburgu, odpowiedzialnym za okręg konsularny obejmujący Szkocję i Irlandię Północną.
Żonaty, ma dwie córki. Zna języki angielski i rosyjski.